# بزاعة
مدينة بزاعة مدينة سورية تابعة لمحافظة حلب تقع بالقرب من مدينة الباب وفي الجهة الشمالية الشرقية منها وهي مركز ناحية، تبعد بزاعة عن مدينة حلب بحدود 35 كم في سهل خصب جدآ على ضفاف نهر الذهب، وتشتهر بالكثير من المنتجات الزراعية.
بزاعة وسبب تسميتها بهذا الاسم هو من بزوغ الشمس حيث كان يطلق عليها بزاغة ثم مع مرور الزمن أصبحت بزاعة وهي مدينة موغلة بالقدم تعود لعصور خلت حيث واكبت العصور الرومانية والفتوحات الإسلامية يوجد فيها العديد من المعالم الأثرية مثل اقنية المياة الرومانية والمباني التي تعود لنفس الحقبة وكذلك الجامع القديم التاريخي وغير ذلك من الاثار.
التطور الذي وصلت اليه مدينة بزاعة يتكلم عن الانجازات التي قامت بفضل الاهتمام من قبل بلدية بزاعة والمختصين في الجهات المعنية، ويتوفر في المدينة كافة الخدمات من مدارس ومراكز صحية ووحدة ارشادية وزراعية ووحدة شبيبة ووحدة نسائية وجمعية فلاحية وكافة خدمات الاتصال بأنواعها، والواضح التنظيم والاعتناء بشوارع المدينة وساحاتها والحدائق العامة فيها.
وبلغ عدد سكانها في 2011 حولي 50 الف نسمة.[بحاجة لمصدر]
و فيها المدارس الابتدائية والاعدادية والثانوية ويذهب ابنائها لاكمال دراساتهم الجامعية في جامعة حلب وفي كل عام يعود اليها عدد من الأطباء والمهندسين والصيادلة والحقوقين وغيرهم من الذين اتمو دراستهم الجامعية وصدر قرار عام ٢٠٠٥ باعتبارها مركز ناحية .
وتعتبر المدينة مركز حيوي تجاري للقرى المجاورة التي تحيطها، وحاليا تتطلع المدينة لان تصبح ذات مركز حيوي يضم التجمعات السكنية وروضات الأطفال ومراكز إعادة التأهيل ورعاية الايتام بعد الظروف التي مرت بها المنطقة حيث نحن كجيل متعلم نفكر ونخطط وسوف نعمل على احداث مراكز اجتماعية تربوية هادفة لانشاء وتربية جيل قادر على مواكبة التطور والسير قدما لجعل هذه المدينة منارة وقدوة للمدن المجاورة وذلك بفضل شبابها المتعلم وكباره ذو الخبرة لوضع خبراتهم بيد الشباب والاتجاه لمستقبل أفضل.